# Haftungsdach
Ein Haftungsdach ist in vielen europäischen Ländern gesetzlich vorgeschrieben und dient dazu ausreichenden Anleger- und Verbraucherschutz zu gewährleisten.
Beim Haftungsdach handelt sich um einen banken- bzw. wertpapieraufsichtsrechtlichen Ausnahmetatbestand. Nach § 2 Abs. 10 KWG bedarf „ein Unternehmen, das keine Bankgeschäfte im Sinne des § 1 Abs. 1 Satz 2 betreibt und als Finanzdienstleistungen nur die Anlage- oder Abschlussvermittlung, das Platzierungsgeschäft oder die Anlageberatung ausschließlich für Rechnung und unter der Haftung eines Einlagenkreditinstituts oder eines Wertpapierhandelsunternehmens, das seinen Sitz im Inland hat oder nach § 53b Abs. 1 Satz 1 oder Abs. 7 im Inland tätig ist, erbringt (vertraglich gebundener Vermittler)“ keiner Erlaubnis der Bundesanstalt für Finanzdienstleistungsaufsicht (BaFin), wenn „das Einlagenkreditinstitut oder Wertpapierhandelsunternehmen als das haftende Unternehmen dies der Bundesanstalt anzeigt“. Die Tätigkeit des vertraglich gebundenen Vermittlers wird in diesem Fall dem haftenden Unternehmen (zivilrechtlich) zugerechnet.
Die Bundesanstalt führt über die ihr angezeigten vertraglich gebundenen Vermittler ein öffentliches Register, das das haftende Institut, die vertraglich gebundenen Vermittler, das Datum des Beginns und des Endes der Tätigkeit ausweist. In dem online einsehbaren Register haben ausschließlich die haftenden Unternehmen schreibenden Zugriff. Einzelheiten ergeben sich aus der KWG-WpIG-Vermittlerverordnung.
Das Haftungsdach hat im Zuge der EU-weiten Umsetzung der Finanzmarktrichtlinie im Jahre 2007 eine gewisse Renaissance erfahren, da mit der Finanzmarktrichtlinie die bis dahin erlaubnisfrei mögliche Anlageberatung zu einer erlaubnispflichtigen Finanzdienstleistung aufgewertet wurde. Insbesondere so genannte freie Anlageberater scheuten (und scheuen nach wie vor) den hohen finanziellen und administrativen Aufwand einer eigenen KWG-Erlaubnis und machten von der Ausnahmevorschrift Gebrauch.
Hat der Rechtsträger seine Hauptkonzession in Österreich gemäß § 3 Abs. 2 Z 1 und 3 WAG 2007, können dennoch Berater in Deutschland angebunden werden. Dazu muss dieses Unternehmen bei der BaFin in Deutschland eine Erlaubnis gemäß § 53 KWG einholen. In Österreich wurde der Finanzmarkt schon 1999 reguliert und keine Sonderregelung wie in Deutschland mit dem 34f, vormals 34c, zugelassen. Daher haben auch einige andere große deutsche Finanzvertriebe in Österreich ein Haftungsdach eröffnet und später die Zulassung für Deutschland beantragt.